# Мармітако
Мармітако, марміта, сорропотун — баскська та кантабрійська рибна страва, яку готують із тунця, картоплі, ріпчастої цибулі, солодкого перцю та помідорів.

## Походження
Мармітако вперше почали готувати в Кантабрії та Країні Басків. Спочатку це була їжа кантабрійських та баскських рибалок. Саме слово «мармітако» походить від французького marmite, що означає «горщик із кришкою». Такий горщик із їжею був одним із небагатьох предметів кухонного начиння, яке дозволялося брати з собою рибалкам на борт судна.

## Поширення
Деякі страви баскської кухні набули поширення по всій Іспанії. До них відноситься і мармітако, яку тепер готують у багатьох регіонах країни. Як це часто буває, у різних областях виникають відмінні один від одного варіанти приготування мармітако. Однак основні елементи (риба, картопля, цибуля) повинні бути наявними. Втім, допускається заміна тунця на лосось.
У Країні Басків та Кантабрії мармітако відноситься до числа страв, вміння приготувати яку часто перевіряється при проведенні різних конкурсів кухарів та кулінарів.